# 椿姫 (小説)

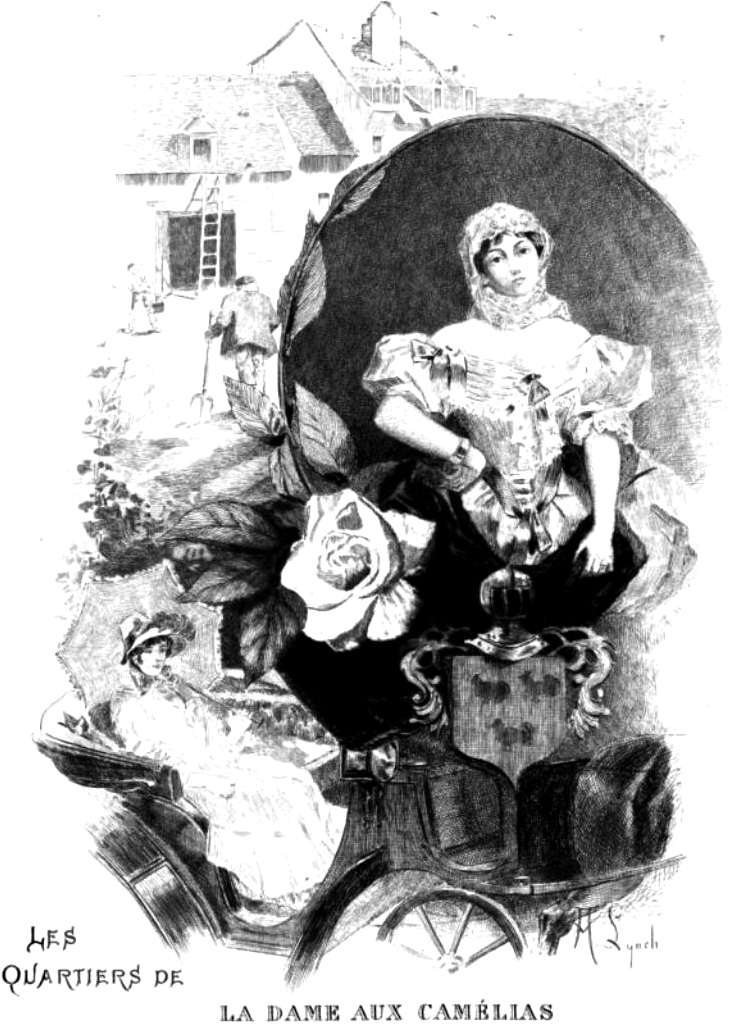
「椿姫」の押絵
(画)アルベール・リンチ

『椿姫』（つばきひめ、原題：La Dame aux camélias 直訳すると「椿の花の貴婦人」）は、アレクサンドル・デュマ・フィス（小デュマ）が1848年に実際の体験を基にして書いた長編小説。小デュマ自身による戯曲も書かれた。主人公のモデルはかつて作者が交際していたマリー・デュプレシという高級娼婦。恋人アルマンのイニシャルである「AD」は小デュマのイニシャルと同じである。この作品は人々に愛されて幾度も舞台化、映画化され続けてきた。演劇に写実主義を初めて持ち込んだ作品でもある。

## あらすじ
19世紀中ごろのパリ。夜の世界（ドゥミ・モンド、裏社交界(en)）に生き、月の25日間は白い椿を身に付け、残り5日の生理期間には赤い椿を身に付けたために人々から『椿姫』と呼ばれた、高級娼婦マルグリット・ゴーティエ。彼女は贅沢三昧の生活に心身共に疲れ果てていた。そこに現れたのが友人に紹介された青年、アルマン・デュヴァルだった。青年の正直な感情に最初は戸惑いを覚えていたマルグリットだった。しかし、今まで感じ取ったこともない誠実な愛に気づき、二人は相思相愛の仲となった。マルグリットは享楽に溺れる生活を捨て、パリ近郊にあるアルマンの別荘で幸福の時を過ごす。だが、それは長くは続かなかった。息子であるアルマンのよからぬ噂を聞いて駆けつけた父親が、マルグリットに息子と別れるように告げた。それを聞いて彼女は驚いたが、それでも真実の愛に満たされた彼女は、アルマンの将来を守るために、身を引く決心をした。そして、パリに戻ったマルグリットは、心ならずも新しいパトロンを作り、高級娼婦稼業に戻った。
事情を知らないアルマンは裏切られたと思い込み、彼女を苛んだ挙句、傷心のまま外国へ旅立った。
一方、心身共に傷ついたマルグリットの病状は次第に悪化した。いつかアルマンと別れた本当の理由を知る事を願って、事の顛末を手記に書き記し、自分の死後にアルマンへ渡す様、友人に託した。その頃、アルマンはマルグリットの危篤を知り、急いでパリへ向かったが彼女は既に亡くなっていて、埋葬も競売も終わっていた。友人に託していた、マルグリットの手記には、世間からは忘れられた存在となっていたが、最期までアルマンへの愛を唯一の希望にしていた事が書かれていた。

## 舞台

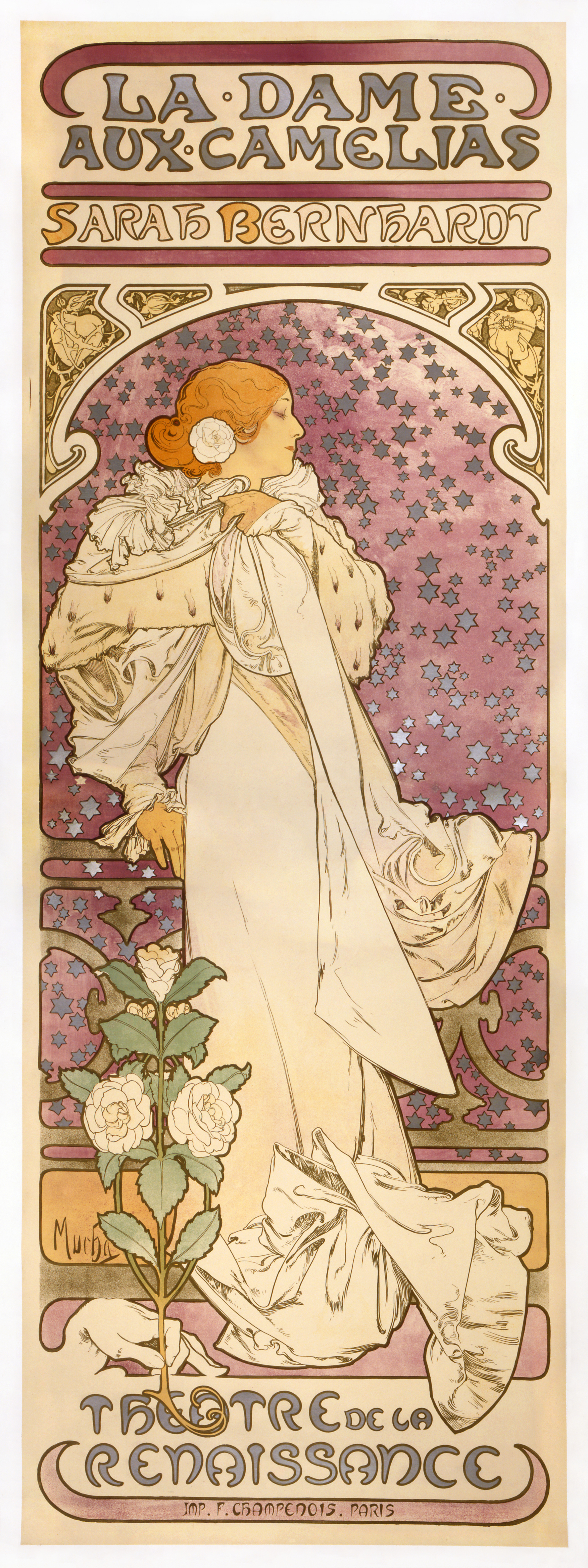
ミュシャ作「椿姫」のポスター。リトグラフ、1896年。

『椿姫』は小デュマ自身によって1849年に戯曲化され、翌1850年に上演されて大成功を収めた。以後も現在まで上演され続けている。
主人公のマルグリットはサラ・ベルナールら歴代の女優によって演じられてきた。日本でも初代水谷八重子や美輪明宏、坂東玉三郎、大地真央などが演じた。
また、小説や戯曲版を原作として、オペラ・バレエ・ミュージカルも生まれた。（椿姫 (オペラ)、椿姫 (バレエ)を参照）。とりわけオペラ（イタリア語版）はこの題材を全世界へ広めた大ヒット作であり、日本でも毎年のように上演が行われているほか、半世紀以上にわたって多数の録音盤や映像ソフトが発売され続けている。1959年に宝塚歌劇団でミュージカル化された。アルマン役の春日野八千代が主演、淀かほるがマルグリット役。時代を第二次世界大戦中に置き換えたミュージカル版もある（マルグリット (ミュージカル)を参照）。

## 映画
この小説は何度も映画化されている。
サイレント映画の（1921年）のアラ・ナジモヴァとルドルフ・ヴァレンティノ版（椿姫 (1921年の映画)、日本公開は1924年）、トーキーになってからでは1936年（椿姫 (1936年の映画)、日本公開は1937年）のジョージ・キューカー監督のグレタ・ガルボ、ロバート・テイラー版（これらの原題は Camille）がある。ナジモヴァの椿姫は存在感あふれ、死の床でのガルボの演技は神憑かりと言われた。ワーナー・ホーム・ビデオのDVD「椿姫 特別版」には両者が収められている。
日本でも映画化された。（椿姫 (1915年の映画)、椿姫 (1927年の映画)、椿姫 (1932年の映画)、君待てども (映画)、椿姫 (1988年の映画) ）1988年版はオペラ版をモチーフとしている。
日本未公開ながら、1981年にイザベル・ユペール主演、マウロ・ボロニーニ監督でゴーモン製作で映画化。3時間強のTV版もあり、フランスではTV版を2枚別々にしてリリースしている。なお、役名はデュマ親子、マリー・デュプレシことアルフォンシーヌ・プレシスに変えている。

## テレビドラマ
1984年には、グレタ・スカッキ、コリン・ファース、ベン・キングズレー共演で、英国で製作された。日本では深夜にテレビ放映された。
1998年には、クリスティアーナ・レアリ、ミカエル・コーエン、ロジェ・ヴァン・ウール共演、ジャン＝クロード・ブリアリ監督・脚色で製作された。日本では、2008年4月23日に、アイ・ヴィ・シーより、『椿姫』世界映像文学大全集としてDVDリリースされたのち、テレビ放映もされている。

## 日本語訳
- 新庄嘉章訳 『椿姫』 新潮文庫、初版1950年12月、改版2004年 ISBN 978-4102009017
- 吉村正一郎訳 『椿姫』 岩波文庫、改版1971年1月 ISBN 978-4003254011
- 西永良成訳 『椿姫』 光文社古典新訳文庫、2008年8月／角川文庫、2015年6月　ISBN 978-4041031940
- 永田千奈訳 『椿姫』 光文社古典新訳文庫、2018年2月